# Ruta de Illinois 169
La Ruta de Illinois 169, y abreviada IL 169 (en inglés: Illinois Route 169) es una carretera estatal estadounidense ubicada en el estado de Illinois. La carretera inicia en el oeste desde la IL 37     en Wataga hacia el este en la US 45     en Boaz. La carretera tiene una longitud de 14,5 km (9.04 mi).

## Mantenimiento
Al igual que las autopistas interestatales, y las rutas federales y el resto de carreteras estatales, la Ruta de Illinois 169 es administrada y mantenida por el Departamento de Transporte de Illinois por sus siglas en inglés IDOT.